# Liste des matchs de l'équipe du Danemark de football par adversaire
Cette liste présente la liste des matchs de l'équipe du Danemark de football par adversaire rencontré. Lorsqu'une rivalité footballistique particulière existe entre le Danemark et un autre pays, une page spécifique est parfois proposée.
- Haut – A
- B
- C
- D
- E
- F
- G
- H
- I
- J
- K
- L
- M
- N
- O
- P
- Q
- R
- S
- T
- U
- V
- W
- X
- Y
- Z

## A

### Albanie
| Date             | Lieu       | Match              | Score | Compétition                                                                       |
| 29 juin 1963     | Copenhague | Danemark - Albanie | 4-0   | Éliminatoires du Championnat d'Europe de football 1964                            |
| 30 octobre 1963  | Tirana     | Albanie - Danemark | 1-0   | Éliminatoires du Championnat d'Europe de football 1964                            |
| 2 juin 1993      | Copenhague | Danemark - Albanie | 4-0   | Tours préliminaires à la Coupe du monde de football 1994 (Zone Europe : Groupe 3) |
| 8 septembre 1993 | Tirana     | Albanie - Danemark | 0-1   | Tours préliminaires à la Coupe du monde de football 1994 (Zone Europe : Groupe 3) |
| 9 octobre 2004   | Tirana     | Albanie - Danemark | 0-2   | Éliminatoires de la Coupe du monde de football 2006 : zone Europe (Groupe 2)      |
| 8 juin 2005      | Copenhague | Danemark - Albanie | 3-1   | Éliminatoires de la Coupe du monde de football 2006 : zone Europe (Groupe 2)      |
| 1er avril 2009   | Copenhague | Danemark - Albanie | 3-0   | Éliminatoires de la Coupe du monde de football 2010 : zone Europe (Groupe 1)      |
| 9 septembre 2009 | Tirana     | Albanie - Danemark | 1-1   | Éliminatoires de la Coupe du monde de football 2010 : zone Europe (Groupe 1)      |

Bilan partiel
- Total de matchs disputés : 8
- Victoires de l'équipe d'Albanie : 1
- Matchs nuls : 1
- Victoires de l'équipe du Danemark : 6
- Total de buts marqués par l'équipe d'Albanie : 3
- Total de buts marqués par  l'équipe du Danemark : 18

### Algérie
| Date            | Lieu                    | Match              | Score | Compétition      |
| 12 février 1989 | Ta' Qali Stadium, Malte | Algérie - Danemark | 0-0   | Tournoi de Malte |

Bilan partiel
- Total de matchs disputés : 1
- Victoires de l'équipe du Danemark : 0
- Victoires de l'équipe d'Algérie : 0
- Matchs nuls : 1

### Allemagne
| Date              | Lieu          | Match                | Score | Compétition                    |
| 6 octobre 1912    | Copenhague    | Danemark - Allemagne | 3-1   | Match amical                   |
| 26 octobre 1913   | Hambourg      | Danemark - Allemagne | 3-1   | Match amical                   |
| 2 octobre 1927    | Copenhague    | Danemark - Allemagne | 3-1   | Match amical                   |
| 16 septembre 1928 | Nuremberg     | Allemagne - Danemark | 2-1   | Match amical                   |
| 7 septembre 1930  | Copenhague    | Danemark - Allemagne | 6-3   | Match amical                   |
| 27 septembre 1931 | Hanovre       | Allemagne - Danemark | 4-2   | Match amical                   |
| 7 octobre 1934    | Copenhague    | Danemark - Allemagne | 2-5   | Match amical                   |
| 16 mai 1937       | Wrocław       | Allemagne - Danemark | 8-0   | Match amical                   |
| 25 juin 1939      | Copenhague    | Danemark - Allemagne | 0-2   | Match amical                   |
| 17 novembre 1940  | Hambourg      | Allemagne - Danemark | 1-0   | Match amical                   |
| 16 novembre 1941  | Dresde        | Allemagne - Danemark | 1-1   | Match amical                   |
| 24 septembre 1958 | Copenhague    | Danemark - Allemagne | 1-1   | Match amical                   |
| 20 septembre 1961 | Düsseldorf    | Allemagne - Danemark | 5-1   | Match amical                   |
| 30 juin 1971      | Copenhague    | Danemark - Allemagne | 1-3   | Match amical                   |
| 13 juin 1986      | Munich        | Danemark - Allemagne | 2-0   | Coupe du monde 1986 (Groupe E) |
| 24 septembre 1986 | Copenhague    | Danemark - Allemagne | 0-2   | Match amical                   |
| 23 septembre 1987 | Hambourg      | Allemagne - Danemark | 1-0   | Match amical                   |
| 14 juin 1988      | Gelsenkirchen | Allemagne - Danemark | 2-0   | Euro 1988 (Groupe A)           |
| 30 mai 1990       | Gelsenkirchen | Allemagne - Danemark | 1-0   | Match amical                   |
| 26 juin 1992      | Göteborg      | Danemark - Allemagne | 2-0   | Euro 1992 (Finale)             |
| 9 septembre 1992  | Copenhague    | Danemark - Allemagne | 1-2   | Match amical                   |
| 27 mars 1996      | Munich        | Allemagne - Danemark | 2-0   | Match amical                   |
| 15 novembre 2000  | Copenhague    | Danemark - Allemagne | 2-1   | Match amical                   |
| 28 mars 2007      | Duisbourg     | Allemagne - Danemark | 0-1   | Match amical                   |
| 11 août 2010      | Copenhague    | Danemark - Allemagne | 2-2   | Match amical                   |
| 17 juin 2012      | Lviv          | Danemark - Allemagne | 1-2   | Euro 2012 (Groupe B)           |
| 6 juin 2017       | Brøndby       | Danemark - Allemagne | 1-1   | Match amical                   |
| 29 Juin 2024      | Dortmund      | Allemagne - Danemark | 2-0   | Euro 2024 (1/8)                |

Bilan partiel
- Total de matchs disputés : 28
- Victoires de l'équipe d'Allemagne : 16
- Matchs nuls : 4
- Victoires de l'équipe du Danemark : 8
- Total de buts marqués par l'équipe d'Allemagne : 53
- Total de buts marqués par  l'équipe du Danemark : 36

### Allemagne de l'Est (RDA)
| Date              | Lieu                          | Match          | Score | Compétition                     |
| 28 mai 1961       | Copenhague ( Danemark)        | Danemark - RDA | 1-1   | Match amical                    |
| 23 mai 1962       | Leipzig ( Allemagne de l'Est) | RDA - Danemark | 4-1   | Match amical                    |
| 4 juin 1967       | Copenhague ( Danemark)        | Danemark - RDA | 1-1   | Qualifications pour l'Euro 1968 |
| 11 octobre 1967   | Leipzig ( Allemagne de l'Est) | RDA - Danemark | 3-2   | Qualifications pour l'Euro 1968 |
| 8 mai 1985        | Copenhague ( Danemark)        | Danemark - RDA | 4-1   | Match amical                    |
| 10 septembre 1986 | Leipzig ( Allemagne de l'Est) | RDA - Danemark | 0-1   | Match amical                    |

Bilan
- Total de matchs disputés : 6
- Victoires de la RDA : 2
- Victoires du Danemark : 2
- Matchs nuls : 2

### Angleterre
| Date              | Lieu                  | Match                 | Score | Compétition                                                                       |
| 26 septembre 1948 | Copenhague            | Danemark - Angleterre | 0-0   | Match amical                                                                      |
| 2 octobre 1955    | Copenhague            | Danemark - Angleterre | 1-5   | Match amical                                                                      |
| 5 décembre 1956   | Wolverhampton         | Angleterre - Danemark | 5-2   | Tours préliminaires à la Coupe du monde de football 1958 (Zone Europe : Groupe 1) |
| 15 mai 1957       | Copenhague            | Danemark - Angleterre | 1-4   | Tours préliminaires à la Coupe du monde de football 1958 (Zone Europe : Groupe 1) |
| 3 juillet 1966    | Copenhague            | Danemark - Angleterre | 0-2   | Match amical                                                                      |
| 20 septembre 1978 | Copenhague            | Danemark - Angleterre | 3-4   | Éliminatoires du Championnat d'Europe de football 1980 (Groupe 1)                 |
| 12 septembre 1979 | Londres               | Angleterre - Danemark | 1-0   | Éliminatoires du Championnat d'Europe de football 1980 (Groupe 1)                 |
| 22 septembre 1982 | Copenhague            | Danemark - Angleterre | 2-2   | Éliminatoires du Championnat d'Europe de football 1984 (Groupe 3)                 |
| 21 septembre 1983 | Londres               | Angleterre - Danemark | 0-1   | Éliminatoires du Championnat d'Europe de football 1984 (Groupe 3)                 |
| 14 septembre 1988 | Londres               | Angleterre - Danemark | 1-0   | Match amical                                                                      |
| 7 juin 1989       | Copenhague            | Danemark - Angleterre | 1-1   | Match amical                                                                      |
| 15 mai 1990       | Londres               | Angleterre - Danemark | 1-0   | Match amical                                                                      |
| 11 juin 1992      | Malmö                 | Danemark - Angleterre | 0-0   | Euro 1992 (Groupe A)                                                              |
| 9 mars 1994       | Londres               | Angleterre - Danemark | 1-0   | Match amical                                                                      |
| 15 juin 2002      | Niigata               | Danemark - Angleterre | 0-3   | Coupe du monde de football de 2002 (Huitièmes de finale)                          |
| 16 novembre 2003  | Manchester            | Angleterre - Danemark | 2-3   | Match amical                                                                      |
| 17 août 2005      | Copenhague            | Danemark - Angleterre | 4-1   | Match amical                                                                      |
| 9 février 2011    | Copenhague            | Danemark - Angleterre | 1-2   | Match amical                                                                      |
| 5 mars 2014       | Londres               | Angleterre - Danemark | 1-0   | Match amical                                                                      |
| 8 Septembre 2020  | Copenhague            | Danemark - Angleterre | 0-0   | UEFA Nations League                                                               |
| 14 Octobre 2020   | Londres               | Angleterre - Danemark | 0-1   | UEFA Nations League                                                               |
| 7 Juillet 2021    | Londres               | Angleterre - Danemark | 2-1   | Euro 2020                                                                         |
| 20 juin 2024      | Francfort-sur-le-Main | Danemark - Angleterre | 1-1   | Championnat d'Europe de football 2024 (1re journée)                               |

Bilan partiel
- Total de matchs disputés : 23
- Victoires de l'équipe d'Angleterre : 13
- Matchs nuls : 6
- Victoires de l'équipe du Danemark : 5

### Arabie saoudite
| Date            | Lieu  | Match                      | Score | Compétition                              |
| 8 janvier 1995  | Riyad | Arabie saoudite - Danemark | 0-2   | Coupe des confédérations 1995 (Groupe A) |
| 12 juin 1998    | Lens  | Arabie saoudite - Danemark | 0-1   | Coupe du monde 1998 (Groupe C)           |
| 13 février 2002 | Riyad | Arabie saoudite - Danemark | 0-1   | Match amical                             |

Bilan partiel
- Total de matchs disputés : 3
- Victoire de l'équipe d'Arabie saoudite : 0
- Victoire de l'équipe du Danemark : 3
- Match nul : 0

### Argentine
| Date            | Lieu          | Match                | Score | Compétition                            |
| 24 février 1993 | Mar del Plata | Argentine - Danemark | 1-1   | Trophée Artemio Franchi                |
| 13 janvier 1995 | Riyad         | Danemark - Argentine | 2-0   | Coupe des confédérations 1995 (finale) |

Bilan
- Total de matchs disputés : 2
- Victoire de l'équipe d'Argentine : 0
- Victoire de l'équipe du Danemark : 1
- Match nul : 1

### Arménie
| Date              | Lieu       | Match              | Score | Compétition                                                                  |
| 16 août 1995      | Erevan     | Arménie - Danemark | 0-2   | Éliminatoires du Championnat d'Europe de football 1996 (Groupe 2)            |
| 15 novembre 1995  | Copenhague | Danemark - Arménie | 3-1   | Éliminatoires du Championnat d'Europe de football 1996 (Groupe 2)            |
| 11 juin 2013      | Copenhague | Danemark - Arménie | 0-4   | Éliminatoires de la Coupe du monde de football 2014 : zone Europe (Groupe B) |
| 10 septembre 2013 | Erevan     | Arménie - Danemark | 0-1   | Éliminatoires de la Coupe du monde de football 2014 : zone Europe (Groupe B) |
| 7 septembre 2014  | Copenhague | Danemark - Arménie | 2-1   | Éliminatoires du Championnat d'Europe de football 2016 (Groupe I)            |
| 7 septembre 2015  | Erevan     | Arménie - Danemark | 0-0   | Éliminatoires du Championnat d'Europe de football 2016 (Groupe I)            |
| 4 septembre 2016  | Copenhague | Danemark - Arménie | 1-0   | Éliminatoires de la Coupe du monde de football 2018 : zone Europe (Groupe E) |
| 4 septembre 2017  | Erevan     | Arménie - Danemark | 1-4   | Éliminatoires de la Coupe du monde de football 2018 : zone Europe (Groupe E) |

Bilan
- Total de matchs disputés : 8
- Victoire de l'équipe d'Arménie : 1
- Victoire de l'équipe du Danemark : 6
- Match nul : 1

### Australie
| Date             | Lieu                      | Match                | Score | Compétition                    |
| 6 février 2007   | Londres Angleterre        | Australie - Danemark | 1-3   | Match amical                   |
| 1er juin 2010    | Roodepoort Afrique du Sud | Australie - Danemark | 1-0   | Match amical                   |
| 2 juin 2012      | Copenhague Danemark       | Danemark - Australie | 2-0   | Match amical                   |
| 21 juin 2018     | Samara Russie             | Danemark - Australie | 1-1   | Coupe du monde 2018 (Groupe C) |
| 30 November 2022 | Al Wakrah Qatar           | Australie - Danemark | 1-0   | 2022 FIFA World Cup Group D    |

Bilan
- Total de matchs disputés : 5
- Victoires de l'équipe d'Australie : 2
- Victoires de l'équipe du Danemark : 2
- Match nul : 1

### Autriche
| Date              | Lieu       | Match               | Score | Compétition                                                       |
| 5 novembre 1950   | Vienne     | Autriche - Danemark | 5-1   | Match amical                                                      |
| 17 juin 1951      | Copenhague | Danemark - Autriche | 3-3   | Match amical                                                      |
| 19 mai 1982       | Vienne     | Autriche - Danemark | 1-0   | Match amical                                                      |
| 12 septembre 1984 | Copenhague | Danemark - Autriche | 3-1   | Match amical                                                      |
| 27 avril 1988     | Vienne     | Autriche - Danemark | 1-0   | Match amical                                                      |
| 5 juin 1991       | Odense     | Danemark - Autriche | 2-1   | Éliminatoires du Championnat d'Europe de football 1992 (Groupe 4) |
| 9 octobre 1991    | Vienne     | Autriche - Danemark | 0-3   | Éliminatoires du Championnat d'Europe de football 1992 (Groupe 4) |
| 3 mars 2010       | Vienne     | Autriche - Danemark | 2-1   | Match amical                                                      |
| 16 octobre 2018   | Herning    | Danemark - Autriche | 2-0   | Match amical                                                      |

Bilan partiel
- Total de matchs disputés : 9
- Victoires de l'équipe d'Autriche : 4
- Victoires de l'équipe du Danemark : 5
- Matchs nuls : 1

## B

### Belgique
| Date             | Lieu       | Match               | Score | Compétition                                                       |
| 15 avril 1922    | Liège      | Belgique - Danemark | 0-0   | Match amical                                                      |
| 5 octobre 1924   | Copenhague | Danemark - Belgique | 2-1   | Match amical                                                      |
| 5 juin 1932      | Copenhague | Danemark - Belgique | 3-4   | Match amical                                                      |
| 26 novembre 1933 | Bruxelles  | Belgique - Danemark | 2-2   | Match amical                                                      |
| 25 novembre 1970 | Bruges     | Belgique - Danemark | 2-0   | Éliminatoires du Championnat d'Europe de football 1972 (Groupe 5) |
| 26 mai 1971      | Copenhague | Danemark - Belgique | 1-2   | Éliminatoires du Championnat d'Europe de football 1972 (Groupe 5) |
| 27 mai 1982      | Copenhague | Danemark - Belgique | 1-0   | Match amical                                                      |
| 19 juin 1984     | Strasbourg | Danemark - Belgique | 3-2   | Euro 1984 (Groupe A)                                              |
| 5 juin 1988      | Odense     | Danemark - Belgique | 3-1   | Match amical                                                      |
| 23 août 1989     | Bruges     | Belgique - Danemark | 3-0   | Match amical                                                      |
| 12 octobre 1994  | Copenhague | Danemark - Belgique | 3-1   | Éliminatoires du Championnat d'Europe de football 1996 (Groupe 2) |
| 6 septembre 1995 | Bruxelles  | Belgique - Danemark | 1-3   | Éliminatoires du Championnat d'Europe de football 1996 (Groupe 2) |
| 3 juin 2000      | Copenhague | Danemark - Belgique | 2-2   | Match amical                                                      |
| 5 septembre 2020 | Copenhague | Danemark - Belgique | 0-2   | Ligue des Nations 20/21                                           |
| 18 novembre 2020 | Louvain    | Belgique - Danemark | 4-2   | Ligue des Nation 20/21                                            |
| 17 juin 2021     | Copenhague | Danemark - Belgique | 1-2   | Euro 2020                                                         |

Bilan partiel
- Total de matchs disputés : 16
- Victoires de l'équipe de Belgique : 7
- Victoires de l'équipe du Danemark : 6
- Matchs nuls : 3

### Biélorussie
| Date             | Lieu       | Match                  | Score | Compétition                                                       |
| 5 septembre 1998 | Minsk      | Biélorussie - Danemark | 0-0   | Éliminatoires du Championnat d'Europe de football 2000 (Groupe 1) |
| 5 juin 1999      | Copenhague | Danemark - Biélorussie | 1-0   | Éliminatoires du Championnat d'Europe de football 2000 (Groupe 1) |

Bilan partiel
- Total de matchs disputés : 2
- Victoire de l'équipe de Biélorussie : 0
- Victoire de l'équipe du Danemark : 1
- Match nul : 1

### Bosnie-Herzégovine
| Date            | Lieu       | Match                         | Score | Compétition                                                                       |
| 8 juin 1997     | Copenhague | Danemark - Bosnie-Herzégovine | 2-0   | Tours préliminaires à la Coupe du monde de football 1998 (Zone Europe : Groupe 1) |
| 20 août 1997    | Sarajevo   | Bosnie-Herzégovine - Danemark | 3-0   | Tours préliminaires à la Coupe du monde de football 1998 (Zone Europe : Groupe 1) |
| 2 avril 2003    | Copenhague | Danemark - Bosnie-Herzégovine | 0-2   | Éliminatoires du Championnat d'Europe de football 2004 (Groupe 2)                 |
| 11 octobre 2003 | Sarajevo   | Bosnie-Herzégovine - Danemark | 1-1   | Éliminatoires du Championnat d'Europe de football 2004 (Groupe 2)                 |

Bilan partiel
- Total de matchs disputés : 4
- Victoire de l'équipe de Bosnie-Herzégovine : 2
- Victoire de l'équipe du Danemark : 1
- Match nul : 1

### Brésil
| Date           | Lieu       | Match             | Score | Compétition                      |
| 18 juin 1989   | Copenhague | Danemark - Brésil | 4-0   | Match amical                     |
| 3 juillet 1998 | Nantes     | Brésil - Danemark | 3-2   | Coupe du monde 1998 (1/4 finale) |
| 26 mai 2012    | Hambourg   | Brésil - Danemark | 3-1   | Match amical                     |

Bilan partiel
- Total de matchs disputés : 3
- Victoire de l'équipe du Brésil : 2
- Victoire de l'équipe du Danemark : 1
- Match nul : 0

### Bulgarie
| Date             | Lieu       | Match               | Score | Compétition                                                                       |
| 26 mai 1957      | Copenhague | Danemark - Bulgarie | 1-1   | Match amical                                                                      |
| 6 décembre 1959  | Sofia      | Bulgarie - Danemark | 2-1   | Match amical                                                                      |
| 13 avril 1977    | Sofia      | Bulgarie - Danemark | 3-1   | Match amical                                                                      |
| 11 octobre 1978  | Copenhague | Danemark - Bulgarie | 2-2   | Éliminatoires du Championnat d'Europe de football 1980 (Groupe 1)                 |
| 31 octobre 1979  | Sofia      | Bulgarie - Danemark | 3-0   | Éliminatoires du Championnat d'Europe de football 1980 (Groupe 1)                 |
| 8 juin 1984      | Copenhague | Danemark - Bulgarie | 1-1   | Match amical                                                                      |
| 9 avril 1986     | Sofia      | Bulgarie - Danemark | 3-0   | Match amical                                                                      |
| 2 novembre 1988  | Copenhague | Danemark - Bulgarie | 1-1   | Tours préliminaires à la Coupe du monde de football 1990 (Zone Europe : Groupe 1) |
| 26 avril 1989    | Sofia      | Bulgarie - Danemark | 0-2   | Tours préliminaires à la Coupe du monde de football 1990 (Zone Europe : Groupe 1) |
| 9 avril 1991     | Odense     | Danemark - Bulgarie | 1-1   | Match amical                                                                      |
| 11 octobre 2000  | Copenhague | Danemark - Bulgarie | 1-1   | Tours préliminaires à la Coupe du monde de football 2002 (Zone Europe : Groupe 3) |
| 5 septembre 2001 | Sofia      | Bulgarie - Danemark | 0-2   | Tours préliminaires à la Coupe du monde de football 2002 (Zone Europe : Groupe 3) |
| 18 juin 2004     | Braga      | Bulgarie - Danemark | 0-2   | Euro 2004 (1er tour)                                                              |
| 12 octobre 2012  | Sofia      | Bulgarie - Danemark | 1-1   | Éliminatoires de la Coupe du monde de football 2014 : zone Europe (Groupe B)      |
| 26 mars 2013     | Copenhague | Danemark - Bulgarie | 1-1   | Éliminatoires de la Coupe du monde de football 2014 : zone Europe (Groupe B)      |

Bilan
- Total de matchs disputés : 15
- Victoires de l'équipe du Danemark : 3
- Victoires de l'équipe de Bulgarie : 4
- Match nul : 8

## C

### Cameroun
| Date         | Lieu       | Match               | Score | Compétition                    |
| 5 juin 1998  | Copenhague | Danemark - Cameroun | 1-2   | Match amical                   |
| 17 mai 2002  | Copenhague | Danemark - Cameroun | 2-1   | Match amical                   |
| 19 juin 2010 | Pretoria   | Cameroun - Danemark | 1-2   | Coupe du monde 2010 (Groupe E) |

Bilan partiel
- Total de matchs disputés : 3
- Victoire de l'équipe du Cameroun : 1
- Victoire de l'équipe du Danemark : 2
- Match nul : 0

### Chypre
| Date            | Lieu       | Match             | Score | Compétition                                                                       |
| 23 mai 1976     | Limassol   | Chypre - Danemark | 1-5   | Tours préliminaires à la Coupe du monde de football 1978 (Zone Europe : Groupe 1) |
| 27 octobre 1976 | Copenhague | Danemark - Chypre | 5-0   | Tours préliminaires à la Coupe du monde de football 1978 (Zone Europe : Groupe 1) |
| 29 mars 1995    | Limassol   | Chypre - Danemark | 1-1   | Éliminatoires du Championnat d'Europe de football 1996 (Groupe 2)                 |
| 7 juin 1995     | Copenhague | Danemark - Chypre | 4-0   | Éliminatoires du Championnat d'Europe de football 1996 (Groupe 2)                 |
| 12 octobre 2010 | Copenhague | Danemark - Chypre | 2-0   | Éliminatoires du Championnat d'Europe de football 2012 (Groupe H)                 |
| 7 octobre 2011  | Nicosie    | Chypre - Danemark | 1-4   | Éliminatoires du Championnat d'Europe de football 2012 (Groupe H)                 |

Bilan
- Total de matchs disputés : 6
- Victoires de l'équipe de Chypre : 0
- Victoires de l'équipe du Danemark : 5
- Matchs nuls : 1

### Corée du Sud
| Date             | Lieu    | Match                   | Score | Compétition  |
| 14 novembre 2009 | Esbjerg | Danemark - Corée du Sud | 0-0   | Match amical |

Bilan
- Total de matchs disputés : 1
- Victoires de l'équipe de Corée du Sud : 0
- Victoires de l'équipe du Danemark : 0
- Matchs nuls : 1

### Croatie
| Date              | Lieu           | Match              | Score     | Compétition                                                                       |
| 16 juin 1996      | Sheffield      | Croatie - Danemark | 3-0       | Euro 1996 (Groupe D)                                                              |
| 29 mars 1997      | Split          | Croatie - Danemark | 1-1       | Tours préliminaires à la Coupe du monde de football 1998 (Zone Europe : Groupe 1) |
| 10 septembre 1997 | Copenhague     | Danemark - Croatie | 3-1       | Tours préliminaires à la Coupe du monde de football 1998 (Zone Europe : Groupe 1) |
| 10 février 1999   | Split          | Croatie - Danemark | 0-1       | Match amical                                                                      |
| 5 juin 2004       | Copenhague     | Danemark - Croatie | 1-2       | Match amical                                                                      |
| 1er juillet 2018  | Nijni Novgorod | Croatie - Danemark | 1-1 (tab) | Coupe du monde 2018 (Huitièmes de finale)                                         |

Bilan
- Total de matchs disputés : 6
- Victoires de l'équipe de Croatie : 3
- Victoires de l'équipe du Danemark : 2
- Matchs nuls : 1

## E

### Espagne
| Date              | Lieu                  | Match              | Score | Compétition                                                                       |
| 28 août 1920      | Bruxelles             | Espagne - Danemark | 1-0   | Match amical                                                                      |
| 25 septembre 1974 | Copenhague            | Danemark - Espagne | 1-2   | Éliminatoires du Championnat d'Europe de football 1976 (Groupe 4)                 |
| 12 octobre 1975   | Barcelone             | Espagne - Danemark | 2-0   | Éliminatoires du Championnat d'Europe de football 1976 (Groupe 4)                 |
| 14 novembre 1979  | Cadix                 | Espagne - Danemark | 1-3   | Match amical                                                                      |
| 21 mai 1980       | Copenhague            | Danemark - Espagne | 2-2   | Match amical                                                                      |
| 2 avril 1984      | Valence               | Espagne - Danemark | 2-1   | Match amical                                                                      |
| 24 juin 1984      | Lyon                  | Espagne - Danemark | 1-1   | Euro 1984 (1/2 finale)                                                            |
| 18 juin 1986      | Santiago de Querétaro | Danemark - Espagne | 1-5   | Coupe du monde 1986 (1/8 finale)                                                  |
| 11 juin 1988      | Hanovre               | Danemark - Espagne | 2-3   | Euro 1988 (Groupe A)                                                              |
| 31 mars 1993      | Copenhague            | Danemark - Espagne | 1-0   | Tours préliminaires à la Coupe du monde de football 1994 (Zone Europe : Groupe 3) |
| 17 novembre 1993  | Séville               | Espagne - Danemark | 1-0   | Tours préliminaires à la Coupe du monde de football 1994 (Zone Europe : Groupe 3) |
| 16 novembre 1994  | Séville               | Espagne - Danemark | 3-0   | Éliminatoires du Championnat d'Europe de football 1996 (Groupe 2)                 |
| 11 octobre 1995   | Copenhague            | Danemark - Espagne | 1-1   | Éliminatoires du Championnat d'Europe de football 1996 (Groupe 2)                 |
| 31 mars 2004      | Gijón                 | Espagne - Danemark | 2-0   | Match amical                                                                      |
| 24 mars 2007      | Madrid                | Espagne - Danemark | 2-1   | Éliminatoires du Championnat d'Europe de football 2008 (Groupe F)                 |
| 13 octobre 2007   | Aarhus                | Danemark - Espagne | 1-3   | Éliminatoires du Championnat d'Europe de football 2008 (Groupe F)                 |
| 20 août 2008      | Copenhague            | Danemark - Espagne | 0-3   | Match amical                                                                      |
| 12 Octobre 2024   | Espagne               | Espagne - Danemark |       | LIGUE DES NATIONS 24/25                                                           |
| 15 Novembre 2024  | Copenhague            | Danemark - Espagne |       | LIGUE DES NATIONS 24/25                                                           |

Bilan
- Total de matchs disputés : 17
- Victoires de l'équipe d'Espagne : 12
- Victoires de l'équipe du Danemark : 2
- Matchs nuls : 3

### Estonie
| Date        | Lieu    | Match              | Score | Compétition  |
| 30 mai 2004 | Tallinn | Estonie - Danemark | 2-2   | Match amical |

Bilan partiel
- Total de matchs disputés : 1
- Victoires de la Estonie : 0
- Victoires du Danemark : 0
- Matchs nuls : 1

## F

### Finlande
Liste des confrontations Officielle 
| Date              | Lieu       | Match               | Score | Compétition             |
| ----------------- | ---------- | ------------------- | ----- | ----------------------- |
| 11 Juin 2021      | Copenhague | Danemark-Finlande   | 0-1   | Euro 2020               |
| 23 Mars 2023      | Copenhague | Danemark-Finlande   |       | Qualification Euro 2024 |
| 10 Septembre 2023 | Helsinki   | Finlande - Danemark |       | Qualification Euro 2024 |

### France
| Date               | Lieu                 | Match               | Score | Compétition                                |
| 19 octobre 1908    | Londres Angleterre   | Danemark - France B | 9-0   | Jeux olympiques 1908                       |
| 22 octobre 1908    | Londres Angleterre   | Danemark - France   | 17-1  | Jeux olympiques 1908                       |
| 21 novembre 1973   | Paris France         | France - Danemark   | 3-0   | Match amical                               |
| 1er septembre 1976 | Copenhague Danemark  | Danemark - France   | 1-1   | Match amical                               |
| 7 septembre 1983   | Copenhague Danemark  | Danemark - France   | 3-1   | Match amical                               |
| 12 juin 1984       | Paris France         | France - Danemark   | 1-0   | Euro 1984 (Groupe A)                       |
| 17 juin 1992       | Malmö Suède          | Danemark - France   | 2-1   | Euro 1992 (Groupe A)                       |
| 9 novembre 1996    | Copenhague Danemark  | Danemark - France   | 1-0   | Match amical                               |
| 24 juin 1998       | Lyon France          | France - Danemark   | 2-1   | Coupe du monde 1998 (Groupe C)             |
| 11 juin 2000       | Bruges Belgique      | France - Danemark   | 3-0   | Euro 2000 (Groupe D)                       |
| 15 août 2001       | Nantes France        | France - Danemark   | 1-0   | Match amical                               |
| 11 juin 2002       | Incheon Corée du Sud | Danemark - France   | 2-0   | Coupe du monde 2002 (Groupe A)             |
| 31 mai 2006        | Lens France          | France - Danemark   | 2-0   | Match amical                               |
| 29 mars 2015       | Saint-Étienne France | France - Danemark   | 2-0   | Match amical                               |
| 11 octobre 2015    | Copenhague Danemark  | Danemark - France   | 1-2   | Match amical                               |
| 26 juin 2018       | Moscou Russie        | Danemark - France   | 0-0   | Coupe du monde 2018 (Groupe C)             |
| 3 June 2022        | Saint-Denis France   | France - Danemark   | 1-2   | 2022–23 UEFA Nations League (Groupe 1)     |
| 25 Septembre 2022  | Copenhague Danemark  | Danemark - France   | 2*0   | 2022–23 UEFA Nations League (Groupe 1)     |
| 26 novembre 2022   | Doha Qatar           | France - Danemark   | 2-1   | Coupe du monde de football 2022 (Groupe D) |

Bilan
- Total de matchs disputés : 19
- Victoires de l'équipe de France : 9
- Matchs nuls : 2
- Victoires de l'équipe du Danemark : 8
- Total de buts marqués par l'équipe de France : 23
- Total de buts marqués par  l'équipe du Danemark : 42

## H

### Hongrie
| Date              | Lieu       | Match              | Score | Compétition                                                                       |
| 15 mai 1955       | Copenhague | Danemark - Hongrie | 0 - 6 | Match amical                                                                      |
| 27 juillet 1960   | Copenhague | Danemark - Hongrie | 1 - 0 | Match amical                                                                      |
| 19 mai 1963       | Budapest   | Hongrie - Danemark | 6 - 0 | Match amical                                                                      |
| 20 juin 1964      | Barcelone  | Hongrie - Danemark | 3 - 1 | Euro 1964 (Match pour la 3e place)                                                |
| 21 septembre 1966 | Budapest   | Hongrie - Danemark | 6 - 0 | Éliminatoires du Championnat d'Europe de football 1968 (Groupe 5)                 |
| 24 mai 1967       | Copenhague | Danemark - Hongrie | 0 - 2 | Éliminatoires du Championnat d'Europe de football 1968 (Groupe 5)                 |
| 15 juin 1969      | Copenhague | Danemark - Hongrie | 3 - 2 | Tours préliminaires à la Coupe du monde de football 1970 (Zone Europe : Groupe 2) |
| 22 octobre 1969   | Budapest   | Hongrie - Danemark | 3 - 0 | Tours préliminaires à la Coupe du monde de football 1970 (Zone Europe : Groupe 2) |
| 13 octobre 1973   | Copenhague | Danemark - Hongrie | 2 - 2 | Match amical                                                                      |
| 1er juin 1983     | Copenhague | Danemark - Hongrie | 3 - 1 | Éliminatoires du Championnat d'Europe de football 1984 (Groupe 3)                 |
| 26 octobre 1983   | Budapest   | Hongrie - Danemark | 1 - 0 | Éliminatoires du Championnat d'Europe de football 1984 (Groupe 3)                 |
| 10 mai 1988       | Budapest   | Hongrie - Danemark | 2 - 2 | Match amical                                                                      |
| 20 avril 1994     | Copenhague | Danemark - Hongrie | 3 - 1 | Match amical                                                                      |
| 6 septembre 2008  | Budapest   | Hongrie - Danemark | 0 - 0 | Éliminatoires de la Coupe du monde de football 2010 : zone Europe (Groupe 1)      |
| 14 octobre 2009   | Copenhague | Danemark - Hongrie | 0 - 1 | Éliminatoires de la Coupe du monde de football 2010 : zone Europe (Groupe 1)      |
| 22 mai 2014       | Debrecen   | Hongrie - Danemark | 2 - 2 | Match amical                                                                      |

Bilan partiel
- Total de matchs disputés : 16
- Victoires du Danemark : 4
- Victoires de la Hongrie : 8
- Matchs nuls : 4

## I

### Îles Féroé
| Date              | Lieu       | Match                 | Score | Compétition                                                       |
| 10 octobre 1990   | Copenhague | Danemark - Îles Féroé | 4-1   | Éliminatoires du Championnat d'Europe de football 1992 (Groupe 4) |
| 25 septembre 1991 | Landskrona | Îles Féroé - Danemark | 0-4   | Éliminatoires du Championnat d'Europe de football 1992 (Groupe 4) |
| 16 août 2000      | Torshavn   | Îles Féroé - Danemark | 0-2   | Championnat nordique de football 2000                             |
| 7 octobre 2020    | Herning    | Danemark - Îles Féroe | 4-0   | Match amical                                                      |

Bilan partiel
- Total de matchs disputés : 4
- Victoires des Îles Féroé : 0
- Victoires de la Danemark : 7
- Matchs nuls : 0

### Iran
| Date            | Lieu       | Match           | Score | Compétition  |
| 10 octobre 1999 | Copenhague | Danemark - Iran | 0-0   | Match amical |

Bilan partiel
- Total de matchs disputés : 1
- Victoires du Iran : 0
- Victoires de la Danemark : 0
- Matchs nuls : 1

### Israël
| Date             | Lieu             | Match             | Score | Compétition                                            |
| 17 novembre 1999 | Copenhague       | Danemark - Israël | 3-0   | Éliminatoires du Championnat d'Europe de football 2000 |
| 17 avril 2002    | Copenhague       | Danemark - Israël | 3-1   | Match amical                                           |
| 1er mars 2006    | Ramat Gan Israël | Israël - Danemark | 0-2   | Match amical                                           |
| 25 mars 2021     | Tel Aviv-Jaffa   | Israël - Danemark | 0-2   | Éliminatoies de la Coupe du monde football 2022        |

Bilan partiel
- Total de matchs disputés : 4
- Victories du Israël : 0
- Victories de la Danemark : 4
- Matchs nuls : 0

### Italie
| Date              | Lieu                         | Match             | Score | Compétition                                                                       |
| 5 août 1948       | Londres Angleterre           | Danemark - Italie | 5-3   | Jeux olympiques 1948 (Quart de finale)                                            |
| 5 décembre 1964   | Bologne Italie               | Italie - Danemark | 3-1   | Match amical                                                                      |
| 22 septembre 1976 | Copenhague Danemark          | Danemark - Italie | 0-1   | Match amical                                                                      |
| 1er novembre 1980 | Rome Italie                  | Italie - Danemark | 2-0   | Tours préliminaires à la Coupe du monde de football 1982 (Zone Europe : Groupe 5) |
| 3 juin 1981       | Copenhague Danemark          | Danemark - Italie | 3-1   | Tours préliminaires à la Coupe du monde de football 1982 (Zone Europe : Groupe 5) |
| 17 juin 1988      | Cologne Allemagne de l'Ouest | Italie - Danemark | 2-0   | Euro 1988 (Groupe A)                                                              |
| 22 février 1989   | Pise Italie                  | Italie - Danemark | 1-0   | Match amical                                                                      |
| 12 juin 1991      | Malmö Suède                  | Italie - Danemark | 2-0   | Match amical                                                                      |
| 27 mars 1999      | Copenhague Danemark          | Danemark - Italie | 1-2   | Éliminatoires du Championnat d'Europe de football 2000 (Groupe 1)                 |
| 8 septembre 1999  | Naples Italie                | Italie - Danemark | 2-3   | Éliminatoires du Championnat d'Europe de football 2000 (Groupe 1)                 |
| 14 juin 2004      | Guimarães Portugal           | Danemark - Italie | 0-0   | Euro 2004 (Groupe C)                                                              |
| 16 octobre 2012   | Milan Italie                 | Italie - Danemark | 3-1   | Éliminatoires de la Coupe du monde de football 2014 : zone Europe (Groupe B)      |
| 11 octobre 2013   | Copenhague Danemark          | Danemark - Italie | 2-2   | Éliminatoires de la Coupe du monde de football 2014 : zone Europe (Groupe B)      |

Bilan partiel
- Total de matchs disputés : 13
- Victoires de l'équipe du Danemark : 3
- Victoires de l'équipe d'Italie : 8
- Match nul : 2

## J

### Japon
| Date            | Lieu       | Match            | Score | Compétition                               |
| 28 juillet 1971 | Copenhague | Danemark - Japon | 3-2   | Match amical                              |
| 24 juin 2010    | Rustenburg | Danemark - Japon | 1-3   | Coupe du monde 2010 - 1er tour - Groupe E |

Bilan
- Total de matchs disputés : 2
- Victoire de l'équipe du Danemark : 1
- Victoire de l'équipe de Japon : 1
- Match nul : 0

## M

### Maroc
| Date             | Lieu             | Match            | Score | Compétition |
| 4 septembre 1972 | Passau Allemagne | Danemark - Maroc | 3-1   | JO 1972     |

Bilan
- Total de matchs disputés : 1
- Victoires de l'équipe du Danemark : 0 (0 %)
- Victoires de l'équipe du Maroc : 1 (100 %)
- Match nul : 0 (0 %)

### Mexique
| Date            | Lieu              | Match              | Score | Compétition                              |
| 22 janvier 1969 | Mexico            | Mexique - Danemark | 3-0   | Match amical                             |
| 6 mai 1969      | Copenhague        | Danemark - Mexique | 3-1   | Match amical                             |
| 10 janvier 1995 | Riyad             | Mexique - Danemark | 1-1   | Coupe des confédérations 1995 (Groupe A) |
| 30 janvier 2013 | Phoenix (Arizona) | Mexique - Danemark | 1-1   | Match amical                             |

Bilan
- Total de matchs disputés : 4
- Victoire de l'équipe du Danemark : 1
- Victoire de l'équipe du Mexique : 1
- Match nul : 2

## N

### Norvège
| Date              | Lieu          | Match              | Score | Compétition                                                                       |
| 30 juin 1912      | Rasunda Suède | Danemark - Norvège | 7-0   | JO 1912 (Quarts de finale)                                                        |
| 19 septembre 1915 | Copenhague    | Danemark - Norvège | 8-1   | Match amical                                                                      |
| 25 juin 1916      | Oslo          | Norvège - Danemark | 0-2   | Match amical                                                                      |
| 15 octobre 1916   | Copenhague    | Danemark - Norvège | 8-0   | Match amical                                                                      |
| 17 juin 1917      | Oslo          | Norvège - Danemark | 1-2   | Match amical                                                                      |
| 7 octobre 1917    | Copenhague    | Danemark - Norvège | 12-0  | Match amical                                                                      |
| 16 juin 1918      | Oslo          | Norvège - Danemark | 3-1   | Match amical                                                                      |
| 6 octobre 1918    | Copenhague    | Danemark - Norvège | 4-0   | Match amical                                                                      |
| 12 juin 1919      | Copenhague    | Danemark - Norvège | 5-1   | Match amical                                                                      |
| 21 septembre 1919 | Oslo          | Norvège - Danemark | 3-2   | Match amical                                                                      |
| 13 juin 1920      | Oslo          | Norvège - Danemark | 1-1   | Match amical                                                                      |
| 2 octobre 1921    | Copenhague    | Danemark - Norvège | 3-1   | Match amical                                                                      |
| 10 septembre 1922 | Fredrikstad   | Norvège - Danemark | 3-3   | Match amical                                                                      |
| 30 septembre 1923 | Copenhague    | Danemark - Norvège | 2-1   | Match amical                                                                      |
| 14 septembre 1924 | Oslo          | Norvège - Danemark | 1-3   | Championnat nordique de football 1924                                             |
| 21 juin 1925      | Copenhague    | Danemark - Norvège | 5-1   | Championnat nordique de football 1925                                             |
| 19 septembre 1926 | Oslo          | Norvège - Danemark | 2-2   | Championnat nordique de football 1926                                             |
| 29 mai 1927       | Oslo          | Norvège - Danemark | 0-1   | Match amical                                                                      |
| 30 octobre 1927   | Copenhague    | Danemark - Norvège | 3-1   | Championnat nordique de football 1927                                             |
| 17 juin 1928      | Oslo          | Norvège - Danemark | 2-3   | Championnat nordique de football 1928                                             |
| 23 juin 1929      | Copenhague    | Danemark - Norvège | 2-5   | Championnat nordique de football 1929                                             |
| 21 septembre 1930 | Oslo          | Norvège - Danemark | 1-0   | Championnat nordique de football 1930                                             |
| 25 mai 1931       | Copenhague    | Danemark - Norvège | 3-1   | Championnat nordique de football 1931                                             |
| 25 septembre 1932 | Oslo          | Norvège - Danemark | 1-2   | Championnat nordique de football 1932                                             |
| 11 juin 1933      | Copenhague    | Danemark - Norvège | 2-2   | Championnat nordique de football 1933                                             |
| 23 septembre 1934 | Oslo          | Norvège - Danemark | 3-1   | Championnat nordique de football 1934                                             |
| 23 juin 1935      | Copenhague    | Danemark - Norvège | 1-0   | Championnat nordique de football 1935                                             |
| 20 septembre 1936 | Oslo          | Norvège - Danemark | 3-3   | Championnat nordique de football 1936                                             |
| 13 juin 1937      | Copenhague    | Danemark - Norvège | 5-1   | Championnat nordique de football 1937                                             |
| 18 septembre 1938 | Oslo          | Norvège - Danemark | 1-1   | Championnat nordique de football 1938                                             |
| 18 juin 1939      | Copenhague    | Danemark - Norvège | 6-3   | Match amical                                                                      |
| 22 octobre 1939   | Copenhague    | Danemark - Norvège | 4-1   | Championnat nordique de football 1939                                             |
| 26 août 1945      | Copenhague    | Danemark - Norvège | 4-2   | Match amical                                                                      |
| 9 septembre 1945  | Oslo          | Norvège - Danemark | 1-5   | Match amical                                                                      |
| 16 juin 1946      | Oslo          | Norvège - Danemark | 2-1   | Match amical                                                                      |
| 8 juillet 1946    | Copenhague    | Danemark - Norvège | 2-0   | Match amical                                                                      |
| 20 octobre 1946   | Copenhague    | Danemark - Norvège | 7-1   | Match amical                                                                      |
| 21 septembre 1947 | Oslo          | Norvège - Danemark | 3-5   | Championnat nordique de football 1947                                             |
| 12 juin 1948      | Copenhague    | Danemark - Norvège | 1-2   | Match amical                                                                      |
| 11 septembre 1949 | Oslo          | Norvège - Danemark | 0-2   | Championnat nordique de football 1949                                             |
| 22 juin 1950      | Copenhague    | Danemark - Norvège | 4-0   | Championnat nordique de football 1950                                             |
| 25 juin 1950      | Aarhus        | Danemark - Norvège | 1-4   | Match amical                                                                      |
| 16 septembre 1951 | Oslo          | Norvège - Danemark | 2-0   | Championnat nordique de football 1951                                             |
| 19 octobre 1952   | Copenhague    | Danemark - Norvège | 1-3   | Championnat nordique de football 1952                                             |
| 13 septembre 1953 | Oslo          | Norvège - Danemark | 0-1   | Championnat nordique de football 1953                                             |
| 4 juin 1954       | Malmö         | Norvège - Danemark | 2-1   | Match amical                                                                      |
| 31 octobre 1954   | Copenhague    | Danemark - Norvège | 0-1   | Championnat nordique de football 1954                                             |
| 11 septembre 1955 | Oslo          | Norvège - Danemark | 1-1   | Championnat nordique de football 1955                                             |
| 24 juin 1956      | Copenhague    | Danemark - Norvège | 2-3   | Championnat nordique de football 1956                                             |
| 19 juin 1957      | Tampere       | Danemark - Norvège | 2-0   | Match amical                                                                      |
| 22 septembre 1957 | Oslo          | Norvège - Danemark | 2-2   | Championnat nordique de football 1957                                             |
| 29 juin 1958      | Copenhague    | Danemark - Norvège | 1-2   | Championnat nordique de football 1958                                             |
| 2 juillet 1959    | Copenhague    | Danemark - Norvège | 2-1   | Qualifications aux Jeux Olympiques d'été de 1960 (Groupe 1)                       |
| 13 septembre 1959 | Oslo          | Norvège - Danemark | 2-4   | Qualifications aux Jeux Olympiques d'été de 1960 (Groupe 1)                       |
| 26 mai 1960       | Copenhague    | Danemark - Norvège | 3-0   | Championnat nordique de football 1960                                             |
| 17 septembre 1961 | Oslo          | Norvège - Danemark | 0-4   | Championnat nordique de football 1961                                             |
| 11 juin 1962      | Copenhague    | Danemark - Norvège | 6-1   | Championnat nordique de football 1962                                             |
| 15 septembre 1963 | Oslo          | Norvège - Danemark | 0-4   | Championnat nordique de football 1963                                             |
| 11 octobre 1964   | Copenhague    | Danemark - Norvège | 2-0   | Championnat nordique de football 1964                                             |
| 26 septembre 1965 | Oslo          | Norvège - Danemark | 2-2   | Championnat nordique de football 1965                                             |
| 26 juin 1966      | Copenhague    | Danemark - Norvège | 0-1   | Championnat nordique de football 1966                                             |
| 24 septembre 1967 | Oslo          | Norvège - Danemark | 0-5   | Championnat nordique de football 1967                                             |
| 23 juin 1968      | Copenhague    | Danemark - Norvège | 5-1   | Championnat nordique de football 1968                                             |
| 21 septembre 1969 | Oslo          | Norvège - Danemark | 2-0   | Championnat nordique de football 1969                                             |
| 23 septembre 1970 | Copenhague    | Danemark - Norvège | 0-1   | Championnat nordique de football 1970                                             |
| 26 septembre 1971 | Oslo          | Norvège - Danemark | 1-4   | Championnat nordique de football 1971                                             |
| 20 juin 1973      | Copenhague    | Danemark - Norvège | 1-0   | Championnat nordique de football 1973                                             |
| 23 septembre 1973 | Trondheim     | Norvège - Danemark | 0-1   | Championnat nordique de football 1973                                             |
| 24 juin 1976      | Bergen        | Norvège - Danemark | 0-0   | Championnat nordique de football 1976                                             |
| 25 août 1976      | Vejle         | Danemark - Norvège | 3-0   | Championnat nordique de football 1976                                             |
| 1er juin 1977     | Oslo          | Norvège - Danemark | 0-2   | Match amical                                                                      |
| 31 mai 1978       | Oslo          | Norvège - Danemark | 1-2   | Championnat nordique de football 1978                                             |
| 4 juin 1980       | Copenhague    | Danemark - Norvège | 3-1   | Championnat nordique de football 1980                                             |
| 23 septembre 1981 | Copenhague    | Danemark - Norvège | 2-1   | Championnat nordique de football 1981                                             |
| 15 juin 1982      | Oslo          | Norvège - Danemark | 2-1   | Championnat nordique de football 1982                                             |
| 26 septembre 1984 | Copenhague    | Danemark - Norvège | 1-0   | Tours préliminaires à la Coupe du monde de football 1986 (Zone Europe : Groupe 6) |
| 16 octobre 1985   | Oslo          | Norvège - Danemark | 1-5   | Tours préliminaires à la Coupe du monde de football 1986 (Zone Europe : Groupe 6) |
| 13 mai 1986       | Oslo          | Norvège - Danemark | 1-0   | Match amical                                                                      |
| 6 juin 1990       | Trondheim     | Norvège - Danemark | 1-2   | Match amical                                                                      |
| 29 avril 1992     | Aarhus        | Danemark - Norvège | 1-0   | Match amical                                                                      |
| 1er juin 1994     | Oslo          | Norvège - Danemark | 2-1   | Match amical                                                                      |
| 22 avril 1998     | Copenhague    | Danemark - Norvège | 0-2   | Match amical                                                                      |
| 7 septembre 2002  | Oslo          | Norvège - Danemark | 2-2   | Éliminatoires du Championnat d'Europe de football 2004 (Groupe 2)                 |
| 7 juin 2003       | Copenhague    | Danemark - Norvège | 1-0   | Éliminatoires du Championnat d'Europe de football 2004 (Groupe 2)                 |
| 26 mars 2011      | Oslo          | Norvège - Danemark | 1-1   | Éliminatoires du Championnat d'Europe de football 2012 (Groupe H)                 |
| 6 septembre 2011  | Copenhague    | Danemark - Norvège | 2-0   | Éliminatoires du Championnat d'Europe de football 2012 (Groupe H)                 |
| 15 novembre 2013  | Herning       | Danemark - Norvège | 2-1   | Match amical                                                                      |

Bilan
- Total de matchs disputés : 87
- Victoires de l'équipe du Danemark : 54
- Matchs nuls : 12
- Victoires de l'équipe de Norvège : 21

## P

### Paraguay
| Date        | Lieu            | Match               | Score | Compétition  |
| 27 mai 2006 | Aarhus Danemark | Danemark - Paraguay | 1-1   | Match amical |

Bilan
- Total de matchs disputés : 1
- Victoires de l'équipe du Danemark : 0
- Matchs nuls : 1
- Victoires de l'équipe du Paraguay : 0

### Pays-Bas
| Date              | Lieu                         | Match               | Score       | Compétition                    |
| 2 juillet 1912    | Stockholm Suède              | Pays-Bas - Danemark | 1-4         | JO 1912                        |
| 17 juin 1914      | Copenhague Danemark          | Danemark - Pays-Bas | 4-3         | Match amical                   |
| 5 avril 1920      | Amsterdam Pays-Bas           | Pays-Bas - Danemark | 2-0         | Match amical                   |
| 12 juin 1921      | Copenhague Danemark          | Danemark - Pays-Bas | 1-1         | Match amical                   |
| 17 avril 1922     | Amsterdam Pays-Bas           | Pays-Bas - Danemark | 2-0         | Match amical                   |
| 25 octobre 1925   | Amsterdam Pays-Bas           | Pays-Bas - Danemark | 4-2         | Match amical                   |
| 13 juin 1926      | Copenhague Pays-Bas          | Danemark - Pays-Bas | 4-1         | Match amical                   |
| 12 juin 1927      | Copenhague Danemark          | Danemark - Pays-Bas | 1-1         | Match amical                   |
| 22 avril 1928     | Amsterdam Pays-Bas           | Pays-Bas - Danemark | 2-0         | Match amical                   |
| 14 juin 1931      | Copenhague Danemark          | Danemark - Pays-Bas | 0-2         | Match amical                   |
| 3 novembre 1935   | Amsterdam Pays-Bas           | Pays-Bas - Danemark | 3-0         | Match amical                   |
| 23 octobre 1938   | Copenhague Danemark          | Danemark - Pays-Bas | 2-2         | Match amical                   |
| 12 juin 1949      | Copenhague Danemark          | Danemark - Pays-Bas | 1-2         | Match amical                   |
| 11 décembre 1949  | Amsterdam Pays-Bas           | Pays-Bas - Danemark | 0-1         | Match amical                   |
| 21 septembre 1952 | Copenhague Danemark          | Danemark - Pays-Bas | 3-2         | Match amical                   |
| 7 mars 1953       | Rotterdam Pays-Bas           | Pays-Bas - Danemark | 1-2         | Match amical                   |
| 13 mars 1955      | Amsterdam Pays-Bas           | Pays-Bas - Danemark | 1-1         | Match amical                   |
| 4 novembre 1956   | Copenhague Danemark          | Danemark - Pays-Bas | 2-2         | Match amical                   |
| 15 octobre 1958   | Rotterdam Pays-Bas           | Pays-Bas - Danemark | 5-1         | Match amical                   |
| 26 septembre 1962 | Copenhague Danemark          | Danemark - Pays-Bas | 4-1         | Match amical                   |
| 30 novembre 1966  | Rotterdam Pays-Bas           | Pays-Bas - Danemark | 2-0         | Qualification pour l'Euro 1968 |
| 4 octobre 1967    | Copenhague Danemark          | Danemark - Pays-Bas | 3-2         | Qualification pour l'Euro 1968 |
| 14 mars 1984      | Amsterdam Pays-Bas           | Pays-Bas - Danemark | 6-0         | Match amical                   |
| 6 septembre 1989  | Amsterdam Pays-Bas           | Pays-Bas - Danemark | 2-2         | Match amical                   |
| 22 juin 1992      | Göteborg Suède               | Pays-Bas - Danemark | 2-2 tab 4-5 | Euro 1992 (demi-finale)        |
| 18 août 1999      | Copenhague Danemark          | Danemark - Pays-Bas | 0-0         | Match amical                   |
| 16 juin 2000      | Rotterdam Pays-Bas           | Pays-Bas - Danemark | 3-0         | Euro 2000 (1er tour)           |
| 10 novembre 2001  | Copenhague Danemark          | Danemark - Pays-Bas | 1-1         | Match amical                   |
| 29 mai 2008       | Eindhoven Pays-Bas           | Pays-Bas - Danemark | 1-1         | Match amical                   |
| 14 juin 2010      | Johannesbourg Afrique du Sud | Pays-Bas - Danemark | 2-0         | Coupe du monde 2010 (Groupe E) |
| 9 juin 2012       | Kharkiv Ukraine              | Danemark - Pays-Bas | 1-0         | Euro 2012 (phase de poule)     |

Bilan
- Total de matchs disputés : 30
- Victoires de l'équipe du Danemark : 8
- Matchs nuls : 10
- Victoires de l'équipe des Pays-Bas : 12

### Pays de Galles

#### Liste de match Officiel
| Date     | Lieu                 | Match                     | Score | Compétition         |
| -------- | -------------------- | ------------------------- | ----- | ------------------- |
| 09.09.18 | Copenhague Danemark  | Danemark - Pays de Galles | 2-0   | UEFA Nations League |
| 16.11.18 | Cardiff              | Pays de Galles - Danemark | 1-2   | UEFA Nations League |
| 26.06.21 | Amsterdam netherland | Pays de Galles - Danemark | 0-4   | Euro 2020           |

Nombre de match joué :3
Victoire du Danemark :3
Victoire du Pays de Galles :0
But marqué par le Danemark 8
But marqué par le Pays de Galles 1

### Pérou
| Date         | Lieu            | Match            | Score | Compétition                    |
| 16 juin 2018 | Saransk, Russie | Pérou - Danemark | 0-1   | Coupe du monde 2018 (Groupe C) |

Bilan
- Total de matchs disputés : 1
- Victoires de l'équipe du Pérou : 0
- Victoires de l'équipe du Danemark : 1
- Match nul : 0

### Pologne
| Date               | Lieu                        | Match              | Score | Compétition                                                                       |
| 21 mai 1934        | Copenhague Danemark         | Danemark - Pologne | 4-2   | Match amical                                                                      |
| 4 octobre 1936     | Copenhague Danemark         | Danemark - Pologne | 2-1   | Match amical                                                                      |
| 12 septembre 1937  | Varsovie Pologne            | Pologne - Danemark | 3-1   | Match amical                                                                      |
| 26 juin 1948       | Copenhague Danemark         | Danemark - Pologne | 8-0   | Match amical                                                                      |
| 19 juin 1949       | Varsovie Pologne            | Pologne - Danemark | 1-2   | Match amical                                                                      |
| 21 juillet 1952    | Turku Finlande              | Danemark - Pologne | 2-0   | Jeux olympiques d'été de 1952 (1er tour)                                          |
| 25 mai 1958        | Copenhague Danemark         | Danemark - Pologne | 3-2   | Match amical                                                                      |
| 5 novembre 1961    | Chorzów Pologne             | Pologne - Danemark | 5-0   | Match amical                                                                      |
| 19 mai 1970        | Copenhague Danemark         | Danemark - Pologne | 0-2   | Match amical                                                                      |
| 2 septembre 1970   | Varsovie Pologne            | Pologne - Danemark | 5-0   | Match amical                                                                      |
| 1er mai 1977       | Copenhague Danemark         | Danemark - Pologne | 1-2   | Tours préliminaires à la Coupe du monde de football 1978 (Zone Europe : Groupe 1) |
| 21 septembre 1977  | Chorzów Pologne             | Pologne - Danemark | 4-1   | Tours préliminaires à la Coupe du monde de football 1978 (Zone Europe : Groupe 1) |
| 16 mai 1986        | Copenhague Danemark         | Danemark - Pologne | 1-0   | Match amical                                                                      |
| 20 novembre 2002   | Copenhague Danemark         | Danemark - Pologne | 2-0   | Match amical                                                                      |
| 18 août 2004       | Poznań Pologne              | Pologne - Danemark | 1-5   | Match amical                                                                      |
| 16 août 2006       | Odense Danemark             | Danemark - Pologne | 2-0   | Match amical                                                                      |
| 1er juin 2008      | Chorzów Pologne             | Pologne - Danemark | 1-1   | Match amical                                                                      |
| 17 janvier 2010    | Nakhon Ratchasima Thaïlande | Pologne - Danemark | 1-3   | Match amical                                                                      |
| 14 août 2013       | Gdańsk Pologne              | Pologne - Danemark | 3-2   | Match amical                                                                      |
| 8 octobre 2016     | Varsovie Pologne            | Pologne - Danemark | 3-2   | Qualifications pour la Coupe du monde 2018                                        |
| 1er septembre 2017 | Copenhague Danemark         | Danemark - Pologne | 4-0   | Qualifications pour la Coupe du monde 2018                                        |

Bilan
- Total de matchs disputés : 21
- Victoires de l'équipe de Pologne : 8
- Victoires de l'équipe du Danemark : 12
- Match nul : 1

### Portugal
| Date               | Lieu                 | Match               | Score | Compétition                                |
| 21 juin 1966       | Esbjerg Danemark     | Danemark - Portugal | 1-3   | Match amical                               |
| 14 octobre 1970    | Copenhague Danemark  | Danemark - Portugal | 0-1   | Qualifications pour l'Euro 1972            |
| 12 mai 1971        | Porto Portugal       | Portugal - Danemark | 5-0   | Qualifications pour l'Euro 1972            |
| 17 novembre 1976   | Lisbonne Portugal    | Portugal - Danemark | 1-0   | Qualifications pour la Coupe du monde 1978 |
| 9 octobre 1977     | Copenhague Danemark  | Danemark - Portugal | 2-4   | Qualifications pour la Coupe du monde 1978 |
| 29 janvier 1995    | Toronto Canada       | Danemark - Portugal | 0-1   | SkyDome Cup                                |
| 9 juin 1996        | Sheffield Angleterre | Portugal - Danemark | 1-1   | Euro 1996                                  |
| 29 mars 2000       | Lisbonne Portugal    | Portugal - Danemark | 2-1   | Match amical                               |
| 1er septembre 2006 | Brøndby Danemark     | Danemark - Portugal | 4-2   | Match amical                               |
| 10 septembre 2008  | Lisbonne Portugal    | Portugal - Danemark | 2-3   | Qualifications pour la Coupe du monde 2010 |
| 5 septembre 2009   | Parken Danemark      | Danemark - Portugal | 1-1   | Qualifications pour la Coupe du monde 2010 |
| 8 octobre 2010     | Porto Portugal       | Portugal - Danemark | 3-1   | Qualifications pour l'Euro 2012            |
| 11 octobre 2011    | Copenhague Danemark  | Danemark- Portugal  | 2-1   | Qualifications pour l'Euro 2012            |
| 13 juin 2012       | Lviv Ukraine         | Danemark - Portugal | 2-3   | Euro 2012                                  |

Bilan
- Total de matchs disputés : 14
- Victoires de l'équipe du Portugal : 9
- Victoires de l'équipe du Danemark : 3
- Match nul : 2

## R

### Roumanie
| Date               | Lieu       | Match               | Score      | Compétition                                                                       |
| 23 juin 1963       | Copenhague | Danemark - Roumanie | 2-3        | Qualifications aux Jeux olympiques d'été de 1964                                  |
| 3 novembre 1963    | Bucarest   | Roumanie - Danemark | 2-3        | Qualifications aux Jeux olympiques d'été de 1964                                  |
| 28 novembre 1963   | Turin      | Roumanie - Danemark | 2-1 (a.p.) | Qualifications aux Jeux olympiques d'été de 1964                                  |
| 10 octobre 1971    | Copenhague | Danemark - Roumanie | 2-1        | Qualifications aux Jeux olympiques d'été de 1972                                  |
| 21 mai 1972        | Bucarest   | Roumanie - Danemark | 2-3        | Qualifications aux Jeux olympiques d'été de 1972                                  |
| 13 octobre 1974    | Copenhague | Danemark - Roumanie | 0-0        | Éliminatoires du Championnat d'Europe de football 1976 (Groupe 4)                 |
| 11 mai 1975        | Bucarest   | Roumanie - Danemark | 6-1        | Éliminatoires du Championnat d'Europe de football 1976 (Groupe 4)                 |
| 15 avril 1981      | Copenhague | Danemark - Roumanie | 2-1        | Match amical                                                                      |
| 1er septembre 1982 | Bucarest   | Roumanie - Danemark | 1-0        | Match amical                                                                      |
| 11 octobre 1989    | Copenhague | Danemark - Roumanie | 3-0        | Tours préliminaires à la Coupe du monde de football 1990 (Zone Europe : Groupe 1) |
| 15 novembre 1989   | Bucarest   | Roumanie - Danemark | 3-1        | Tours préliminaires à la Coupe du monde de football 1990 (Zone Europe : Groupe 1) |
| 29 mars 2003       | Bucarest   | Roumanie - Danemark | 2-5        | Éliminatoires du Championnat d'Europe de football 2004 (Groupe 2)                 |
| 10 septembre 2003  | Copenhague | Danemark - Roumanie | 2-2        | Éliminatoires du Championnat d'Europe de football 2004 (Groupe 2)                 |
| 18 novembre 2014   | Bucarest   | Roumanie - Danemark | 2-0        | Match amical                                                                      |

Bilan
- Total de matchs disputés : 14
- Victoires de la Roumanie : 6
- Victoires du Danemark : 6
- Matchs nuls : 2

### Russie (et URSS)
| Date              | Lieu             | Match           | Score | Compétition                                |
| 23 mai 1956       | Union soviétique | URSS - Danemark | 5-1   | Amical                                     |
| 1er juillet 1956  | Danemark         | Danemark - URSS | 2-5   | Amical                                     |
| 17 juin 1964      | Espagne          | URSS - Danemark | 3-0   | Championnat d'Europe 1964                  |
| 27 juin 1965      | Union soviétique | URSS - Danemark | 6-0   | Qualifications pour la Coupe du monde 1966 |
| 17 octobre 1965   | Danemark         | Danemark - URSS | 1-3   | Qualifications pour la Coupe du monde 1966 |
| 27 juin 1979      | Danemark         | Danemark - URSS | 1-2   | Amical                                     |
| 12 juillet 1980   | Union soviétique | URSS - Danemark | 2-0   | Amical                                     |
| 5 juin 1985       | Danemark         | Danemark - URSS | 4-2   | Qualifications pour la Coupe du monde 1986 |
| 25 septembre 1985 | Union soviétique | URSS - Danemark | 1-0   | Qualifications pour la Coupe du monde 1986 |

| Date        | Lieu     | Match          | Score | Compétition |
| 3 juin 1992 | Danemark | CEI - Danemark | 1-1   | Amical      |

| Date         | Lieu     | Match           | Score | Compétition |
| 21 Juin 2021 | Danemark | Russe - Denmark | 1-4   | Euro 2020   |

Bilan
- Total de matchs disputés : 11
- Victoires de l'équipe du Danemark : 2
- Victoires des équipes d'URSS, de la CEI et de Russie : 9
- Matchs nuls : 1

## S

### Serbie
| Date             | Lieu       | Match             | Score | Compétition             |
| ---------------- | ---------- | ----------------- | ----- | ----------------------- |
| 14 Novembre 2014 | Belgrade   | Serbie - Danemark | 1-3   | Qualification Euro 2016 |
| 12 Juin 2015     | Copenhague | Danemark - Serbie | 3-0   | Qualification Euro 2016 |
| 25 juin 2024     | Munich     | Danemark - Serbie | 0-0   | Euro 2024 (Groupe C)    |
| 8 septembre 2024 | Copenhague | Danemark - Serbie |       | Ligue des Nation 24/25  |
| 18 Novembre 2024 | Belgrade   | Serbie - Danemark |       | Ligue des Nation 24/25  |

### Slovénie
| Date             | Lieu          | Match               | Score | Compétition             |
| ---------------- | ------------- | ------------------- | ----- | ----------------------- |
| 1 Septembre 1996 | Croatie       | Slovénie - Danemark | 0-2   | Qualification FIFA 1998 |
| 29 Avril 1997    | Copenhague    | Danemark - Slovenie | 4-0   | Qualification FIFA 1998 |
| 18 Juin 2023     | Ljubljana     | Slovénie - Danemark | 1-̈1   | Qualification Euro 2024 |
| 17 Novembre 2023 | Copenhague    | Danemark - Slovenie | 2-1   | Qualification Euro 2024 |
| 16 juin 2024     | Gelsenkirchen | Slovénie - Danemark | 1-1   | Euro 2024 (Groupe C)    |

### Suède
| Date              | Lieu                | Match            | Score | Compétition                                                                  |
| 25 mai 1913       | Copenhague          | Danemark - Suède | 8-0   | Match amical                                                                 |
| 5 octobre 1913    | Stockholm           | Suède - Danemark | 0-10  | Match amical                                                                 |
| 6 juin 1915       | Copenhague          | Danemark - Suède | 2-0   | Match amical                                                                 |
| 31 octobre 1915   | Stockholm           | Suède - Danemark | 0-2   | Match amical                                                                 |
| 4 juin 1916       | Copenhague          | Danemark - Suède | 2-0   | Match amical                                                                 |
| 8 octobre 1916    | Stockholm           | Suède - Danemark | 4-0   | Match amical                                                                 |
| 3 juin 1917       | Copenhague          | Danemark - Suède | 1-1   | Match amical                                                                 |
| 14 octobre 1917   | Stockholm           | Suède - Danemark | 1-2   | Match amical                                                                 |
| 2 juin 1918       | Copenhague          | Danemark - Suède | 3-0   | Match amical                                                                 |
| 20 octobre 1918   | Göteborg            | Suède - Danemark | 1-2   | Match amical                                                                 |
| 5 juin 1919       | Copenhague          | Danemark - Suède | 3-0   | Match amical                                                                 |
| 12 octobre 1919   | Stockholm           | Suède - Danemark | 3-0   | Match amical                                                                 |
| 10 octobre 1920   | Stockholm           | Suède - Danemark | 0-2   | Match amical                                                                 |
| 9 octobre 1921    | Stockholm           | Suède - Danemark | 0-0   | Match amical                                                                 |
| 1er octobre 1922  | Copenhague          | Danemark - Suède | 1-2   | Match amical                                                                 |
| 14 octobre 1923   | Stockholm           | Suède - Danemark | 1-3   | Match amical                                                                 |
| 15 juin 1924      | Copenhague          | Danemark - Suède | 2-3   | Championnat nordique de football 1924                                        |
| 14 juin 1925      | Stockholm           | Suède - Danemark | 0-2   | Championnat nordique de football 1925                                        |
| 3 octobre 1926    | Copenhague          | Danemark - Suède | 2-0   | Championnat nordique de football 1926                                        |
| 19 juin 1927      | Stockholm           | Suède - Danemark | 0-0   | Championnat nordique de football 1927                                        |
| 7 octobre 1928    | Copenhague          | Danemark - Suède | 3-1   | Championnat nordique de football 1928                                        |
| 16 juin 1929      | Göteborg            | Suède - Danemark | 3-2   | Championnat nordique de football 1929                                        |
| 22 juin 1930      | Copenhague          | Danemark - Suède | 6-1   | Championnat nordique de football 1930                                        |
| 28 juin 1931      | Stockholm           | Suède - Danemark | 3-1   | Championnat nordique de football 1931                                        |
| 19 juin 1932      | Copenhague          | Danemark - Suède | 3-1   | Championnat nordique de football 1932                                        |
| 18 juin 1933      | Stockholm           | Suède - Danemark | 2-3   | Championnat nordique de football 1933                                        |
| 17 juin 1934      | Copenhague          | Danemark - Suède | 3-5   | Championnat nordique de football 1934                                        |
| 16 juin 1935      | Göteborg            | Suède - Danemark | 3-1   | Championnat nordique de football 1935                                        |
| 14 juin 1936      | Copenhague          | Danemark - Suède | 4-3   | Championnat nordique de football 1936                                        |
| 3 octobre 1937    | Stockholm           | Suède - Danemark | 1-2   | Championnat nordique de football 1937                                        |
| 21 juin 1938      | Copenhague          | Danemark - Suède | 0-1   | Championnat nordique de football 1938                                        |
| 1er octobre 1939  | Stockholm           | Suède - Danemark | 4-1   | Championnat nordique de football 1939                                        |
| 6 octobre 1940    | Stockholm           | Suède - Danemark | 1-1   | Match amical                                                                 |
| 20 octobre 1940   | Copenhague          | Danemark - Suède | 3-3   | Match amical                                                                 |
| 14 septembre 1941 | Stockholm           | Suède - Danemark | 2-2   | Match amical                                                                 |
| 19 octobre 1941   | Copenhague          | Danemark - Suède | 2-1   | Match amical                                                                 |
| 28 juin 1942      | Copenhague          | Danemark - Suède | 0-3   | Match amical                                                                 |
| 4 octobre 1942    | Stockholm           | Suède - Danemark | 2-1   | Match amical                                                                 |
| 20 juin 1943      | Copenhague          | Danemark - Suède | 3-2   | Match amical                                                                 |
| 24 juin 1945      | Stockholm           | Suède - Danemark | 2-1   | Match amical                                                                 |
| 1er juillet 1945  | Copenhague          | Danemark - Suède | 3-4   | Match amical                                                                 |
| 30 septembre 1945 | Stockholm           | Suède - Danemark | 4-1   | Match amical                                                                 |
| 23 juin 1946      | Copenhague          | Danemark - Suède | 3-1   | Match amical                                                                 |
| 6 octobre 1946    | Stockholm           | Suède - Danemark | 3-3   | Match amical                                                                 |
| 15 juin 1947      | Copenhague          | Danemark - Suède | 1-4   | Championnat nordique de football 1947                                        |
| 26 juin 1947      | Stockholm           | Suède - Danemark | 6-1   | Match amical                                                                 |
| 10 août 1948      | Londres             | Suède - Danemark | 4-2   | Jeux olympiques d'été de 1948 (Demi-finale)                                  |
| 10 octobre 1948   | Stockholm           | Suède - Danemark | 1-0   | Championnat nordique de football 1948                                        |
| 23 octobre 1949   | Copenhague          | Danemark - Suède | 3-2   | Championnat nordique de football 1949                                        |
| 15 octobre 1950   | Stockholm           | Suède - Danemark | 4-0   | Championnat nordique de football 1950                                        |
| 21 octobre 1951   | Copenhague          | Danemark - Suède | 3-1   | Championnat nordique de football 1951                                        |
| 11 juin 1952      | Stockholm           | Suède - Danemark | 2-0   | Match amical                                                                 |
| 22 juin 1952      | Stockholm           | Suède - Danemark | 4-3   | Championnat nordique de football 1952                                        |
| 21 juin 1953      | Copenhague          | Danemark - Suède | 1-3   | Championnat nordique de football 1953                                        |
| 10 octobre 1954   | Stockholm           | Suède - Danemark | 5-2   | Championnat nordique de football 1954                                        |
| 10 octobre 1955   | Copenhague          | Danemark - Suède | 3-3   | Championnat nordique de football 1955                                        |
| 21 octobre 1956   | Stockholm           | Suède - Danemark | 1-1   | Championnat nordique de football 1956                                        |
| 30 juin 1957      | Copenhague          | Danemark - Suède | 1-2   | Championnat nordique de football 1957                                        |
| 26 octobre 1958   | Stockholm           | Suède - Danemark | 4-4   | Championnat nordique de football 1958                                        |
| 21 juin 1959      | Copenhague          | Danemark - Suède | 0-6   | Championnat nordique de football 1959                                        |
| 23 octobre 1960   | Göteborg            | Suède - Danemark | 2-0   | Championnat nordique de football 1960                                        |
| 18 juin 1961      | Copenhague          | Danemark - Suède | 1-2   | Championnat nordique de football 1961                                        |
| 28 octobre 1962   | Stockholm           | Suède - Danemark | 4-2   | Championnat nordique de football 1962                                        |
| 6 octobre 1963    | Copenhague          | Danemark - Suède | 2-2   | Championnat nordique de football 1963                                        |
| 28 juin 1964      | Malmö               | Suède - Danemark | 4-1   | Championnat nordique de football 1964                                        |
| 20 juin 1965      | Copenhague          | Danemark - Suède | 2-1   | Championnat nordique de football 1965                                        |
| 6 novembre 1966   | Stockholm           | Suède - Danemark | 2-1   | Championnat nordique de football 1966                                        |
| 25 juin 1967      | Copenhague          | Danemark - Suède | 1-1   | Championnat nordique de football 1967                                        |
| 27 juin 1968      | Stockholm           | Suède - Danemark | 2-1   | Championnat nordique de football 1968                                        |
| 25 juin 1969      | Copenhague          | Danemark - Suède | 0-1   | Championnat nordique de football 1969                                        |
| 25 juin 1970      | Göteborg            | Suède - Danemark | 1-1   | Championnat nordique de football 1970                                        |
| 20 juin 1971      | Copenhague          | Danemark - Suède | 1-3   | Championnat nordique de football 1971                                        |
| 29 juin 1972      | Malmö               | Suède - Danemark | 2-0   | Championnat nordique de football 1972                                        |
| 26 avril 1973     | Copenhague          | Danemark - Suède | 1-2   | Match amical                                                                 |
| 3 juin 1974       | Copenhague          | Danemark - Suède | 0-2   | Championnat nordique de football 1974                                        |
| 25 septembre 1975 | Malmö               | Suède - Danemark | 0-0   | Championnat nordique de football 1975                                        |
| 11 mai 1976       | Göteborg            | Suède - Danemark | 1-2   | Match amical                                                                 |
| 15 juin 1977      | Copenhague          | Danemark - Suède | 2-1   | Championnat nordique de football 1977                                        |
| 5 octobre 1977    | Malmö               | Suède - Danemark | 1-0   | Match amical                                                                 |
| 16 août 1978      | Copenhague          | Danemark - Suède | 2-1   | Championnat nordique de football 1978                                        |
| 9 mai 1979        | Copenhague          | Danemark - Suède | 2-2   | Match amical                                                                 |
| 7 mai 1980        | Göteborg            | Suède - Danemark | 0-1   | Championnat nordique de football 1980                                        |
| 14 mai 1981       | Malmö               | Suède - Danemark | 1-2   | Championnat nordique de football 1981                                        |
| 5 mai 1982        | Copenhague          | Danemark - Suède | 1-1   | Championnat nordique de football 1982                                        |
| 6 juin 1984       | Göteborg            | Suède - Danemark | 0-1   | Match amical                                                                 |
| 11 septembre 1985 | Copenhague          | Danemark - Suède | 0-3   | Match amical                                                                 |
| 26 août 1987      | Stockholm           | Suède - Danemark | 1-0   | Match amical                                                                 |
| 31 août 1988      | Stockholm           | Suède - Danemark | 1-2   | Match amical                                                                 |
| 14 juin 1989      | Copenhague          | Danemark - Suède | 6-0   | Match amical                                                                 |
| 5 septembre 1990  | Västerås            | Suède - Danemark | 0-1   | Match amical                                                                 |
| 15 juin 1991      | Norrköping          | Suède - Danemark | 4-0   | Match amical                                                                 |
| 14 juin 1992      | Solna               | Suède - Danemark | 1-0   | Championnat d'Europe de football 1992 (Groupe A)                             |
| 26 mai 1994       | Copenhague          | Danemark - Suède | 1-0   | Match amical                                                                 |
| 14 août 1996      | Göteborg            | Suède - Danemark | 0-1   | Match amical                                                                 |
| 28 mai 1998       | Malmö               | Suède - Danemark | 3-0   | Match amical                                                                 |
| 26 avril 2000     | Copenhague          | Danemark - Suède | 0-1   | Match amical                                                                 |
| 22 juin 2004      | Porto Portugal      | Danemark - Suède | 2-2   | Euro 2004 (Groupe C)                                                         |
| 2 juin 2007       | Copenhague Danemark | Danemark - Suède | 0-3   | Éliminatoires du Championnat d'Europe de football 2008 (Groupe F)            |
| 8 septembre 2007  | Solna Suède         | Suède - Danemark | 0-0   | Éliminatoires du Championnat d'Europe de football 2008 (Groupe F)            |
| 6 juin 2009       | Solna Suède         | Suède - Danemark | 0-1   | Éliminatoires de la Coupe du monde de football 2010 : zone Europe (Groupe 1) |
| 10 octobre 2009   | Copenhague Danemark | Danemark - Suède | 1-0   | Éliminatoires de la Coupe du monde de football 2010 : zone Europe (Groupe 1) |
| 11 novembre 2011  | Copenhague          | Danemark - Suède | 2-0   | Match amical                                                                 |
| 28 mai 2014       | Copenhague          | Danemark - Suède | 1-0   | Match amical 17 novembre 2015 : Danemark 2-2 Suède                           |

Bilan
- Total de matchs disputés : 100
- Victoires de l'équipe du Danemark : 40
- Victoires de l'équipe de Suède : 45
- Match nuls : 15

### Suisse
| Date              | Lieu                | Match             | Score | Compétition                                            |
| 17 juin 1923      | Copenhague Danemark | Danemark - Suisse | 3-2   | Match amical                                           |
| 20 avril 1924     | Bâle Suisse         | Suisse - Danemark | 2-0   | Match amical                                           |
| 27 juin 1953      | Bâle Suisse         | Suisse - Danemark | 1-4   | Match amical                                           |
| 19 septembre 1954 | Copenhague Danemark | Danemark - Suisse | 1-1   | Match amical                                           |
| 4 octobre 1972    | Copenhague Danemark | Danemark - Suisse | 1-1   | Match amical                                           |
| 27 août 1980      | Lausanne Suisse     | Suisse - Danemark | 1-1   | Match amical                                           |
| 17 octobre 1984   | Berne Suisse        | Suisse - Danemark | 1-0   | Qualifications pour la Coupe du monde de football 1986 |
| 9 octobre 1985    | Copenhague Danemark | Danemark - Suisse | 0-0   | Qualifications pour la Coupe du monde de football 1986 |
| 14 octobre 1998   | Zurich Suisse       | Suisse - Danemark | 1-1   | Qualifications pour l'Euro 2000                        |
| 4 septembre 1999  | Copenhague Danemark | Danemark - Suisse | 2-1   | Qualifications pour l'Euro 2000                        |
| 26 Mars 2019      | Suisse              | Suisse - Danemark | 3-3   | Qualifications pour Euro 2021                          |
| 12 Octobre 2019   | Copenhague Danemark | Danemark - Suisse | 1-0   | Qualifications pour Euro 2021                          |
| 5 Septembre 2024  | Copenhague Danemark | Danemark - Suisse |       | LIGUE DES NATIONS 24/25                                |
| 15 Octobre 2024   | Suisse              | Suisse - Danemark |       | LIGUE DES NATIONS 24/25                                |

Bilan
- Total de matchs disputés : 10
- Victoires de l'équipe du Danemark : 3
- Victoires de l'équipe de Suisse : 2
- Matchs nuls : 5

## T

### Tchéquie

#### Liste de confrontation officielle
| Date     | Place               | Match                         | Score | Compétition           |
| -------- | ------------------- | ----------------------------- | ----- | --------------------- |
| 08.09.12 | Copenhague Danemark | Danemark - République Tchèque | 0-0   | Éliminatoires CM 2014 |
| 22.03.13 | Tchèque Prague      | République Tchèque - Danemark | 0 - 3 | Éliminatoires CM 2014 |
| 03.07.21 | Bakou Azerbaïdjan   | République Tchèque - Danemark | 1-2   | Euro 2020             |

### Tunisie
| Date             | Place     | Match              | Score | Compétition                     |
| ---------------- | --------- | ------------------ | ----- | ------------------------------- |
| 22 November 2022 | Al Rayyan | Danemark - Tunisie | 0-0   | Coupe du monde de football 2022 |

### Turquie
| Date             | Lieu       | Match              | Score | Compétition                                                                  |
| 12 décembre 1962 | Istanbul   | Turquie - Danemark | 1-1   | Match amical                                                                 |
| 30 mai 1966      | Copenhague | Danemark - Turquie | 0-0   | Match amical                                                                 |
| 11 avril 1990    | Copenhague | Danemark - Turquie | 1-0   | Match amical                                                                 |
| 8 avril 1992     | Ankara     | Turquie - Danemark | 2-1   | Match amical                                                                 |
| 19 juin 1996     | Sheffield  | Danemark - Turquie | 3-0   | Euro 1996 (Groupe D)                                                         |
| 18 février 2004  | Adana      | Turquie - Danemark | 0-1   | Match amical                                                                 |
| 13 octobre 2004  | Copenhague | Danemark - Turquie | 1-1   | Éliminatoires de la Coupe du monde de football 2006 : zone Europe (Groupe 2) |
| 3 septembre 2005 | Istanbul   | Turquie - Danemark | 2-2   | Éliminatoires de la Coupe du monde de football 2006 : zone Europe (Groupe 2) |
| 14 novembre 2012 | Istanbul   | Turquie - Danemark | 1-1   | Match amical                                                                 |
| 3 septembre 2014 | Odense     | Danemark - Turquie | 1-2   | Match amical                                                                 |

Bilan partiel
- Total de matchs disputés : 10
- Victoires de l'équipe du Danemark : 3
- Victoires de l'équipe de Turquie : 2
- Match nul : 5

## U

### Uruguay
| Date          | Lieu           | Match              | Score | Compétition                                   |
| 8 juin 1986   | Nezahualcoyotl | Danemark - Uruguay | 6-1   | Coupe du monde de football de 1986 (Groupe E) |
| 1er juin 2002 | Ulsan          | Danemark - Uruguay | 2-1   | Coupe du monde de football de 2002 (Groupe A) |

Bilan partiel
- Total de matchs disputés : 2
- Victoires de l'équipe du Danemark : 2
- Victoires de l'équipe d'Uruguay : 0
- Matchs nuls : 0

## Y

### Yougoslavie
| Date              | Lieu       | Match                  | Score | Compétition                                                         |
| 28 mai 1950       | Belgrade   | Yougoslavie - Danemark | 5-1   | Match amical                                                        |
| 10 septembre 1950 | Copenhague | Danemark - Yougoslavie | 1-4   | Match amical                                                        |
| 25 juillet 1952   | Helsinki   | Yougoslavie - Danemark | 5-3   | Jeux olympiques d'été de 1952 (Quarts de finale)                    |
| 10 septembre 1960 | Rome       | Yougoslavie - Danemark | 3-1   | Jeux olympiques d'été de 1960 (Finale)                              |
| 27 septembre 1980 | Ljubljana  | Yougoslavie - Danemark | 2-1   | Tours préliminaires à la Coupe du monde de football 1982 (Groupe 5) |
| 9 septembre 1981  | Copenhague | Danemark - Yougoslavie | 1-2   | Tours préliminaires à la Coupe du monde de football 1982 (Groupe 5) |
| 16 juin 1984      | Lyon       | Danemark - Yougoslavie | 5-0   | Euro 1984 (Groupe A)                                                |
| 14 novembre 1990  | Copenhague | Danemark - Yougoslavie | 0-2   | Éliminatoires du Championnat d'Europe de football 1992 (Groupe 4)   |
| 1er mai 1991      | Belgrade   | Yougoslavie - Danemark | 1-2   | Éliminatoires du Championnat d'Europe de football 1992 (Groupe 4)   |

Bilan partiel
- Total de matchs disputés : 9
- Victoires de l'équipe du Danemark : 2
- Victoires de l'équipe de Yougoslavie : 7
- Match nul : 0